# 2014 AA
2014 AA foi um pequeno objeto próximo da Terra com aproximadamente 2–4 metros de diâmetro que embateu com a Terra a 2 de Janeiro de 2014. Foi descoberto a 1 de janeiro de 2014 por Richard Kowalski no Mount Lemmon Survey com uma magnitude aparente de 19 usando um telescópio reflector de 1,5 metros de diâmetro. O asteróide 2014 AA foi observado apenas durante um curto arco de observação de 70 minutos, e entrou na atmosfera da Terra cerca de 21 horas após a descoberta.
Usando uma órbita insuficientemente determinada, a Base de Dados de Pequenos Objetos do Jet Propulsion Laboratory (NASA) listou uma solução com incerteza até 3 sigma com impacto a ocorrer entre 2 de Janeiro às 02:33 (UTC) ± 1 hora e 5 minutos. Por outro lado, o Minor Planet Center listou o impacto a ocorrer por volta de 2 de Janeiro de 2014 às 05:00 (UTC) ± 10 horas. Cálculos independentes por Bill Gray, do Minor Planet Center e por Steve Chesley do JPL verificaram que o impacto seria praticamente uma certeza. O objeto teria aproximadamente a dimensão do asteroide 2008 TC3, que explodiu sobre o Sudão em 7 de outubro de 2008. Os cálculos de Chesley sugerem que o objecto caiu algures num arco que se estende desde a América Central até ao Este de África, com uma maior certeza de localização na costa Oeste de África. Cálculos de Pasquale Tricarico usando a órbita nominal mostram que o 2014 AA entrou no cone de sombra da Terra aproximadamente 40 minutos antes de entrar na atmosfera.
Três estações do Comprehensive Nuclear-Test-Ban Treaty Organization registaram infrassons. Peter Brown e Petrus Jenniskens localizaram sinais fracos de infrassons sobre a Bolívia, Brasil e Bermuda. O 2014 AA entrou na atmosfera da Terra cerca das 04:02 UTC a cerca de 3000 km de Caracas, na Venezuela, longe de terra firme. Nenhum navio ou aeronave relatou avistamentos relacionados com o evento.
Kowalski descobriu anteriormente o 2008 TC3, o primeiro asteroide descoberto antes de um impacto com a Terra, usando o mesmo telescópio usado em Outubro de 2008. Existe cerca de um milhar de milhões de objetos próximos da Terra no intervalo de dimensão do 2014 AA, e impactos por objetos de dimensão comparável ocorrem várias vezes em cada ano.